# Coup dur

Coup dur est une revue de bande dessinée publiée par Aventures et Voyages, éditeur de petits formats. Elle compte 24 numéros de novembre 1972 à août 1978, et 8 reliures de 3 numéros. Revue trimestrielle de 164 pages dédiée aux séries d'espionnage et d'aventure plutôt adultes. Elle n'a pas trouvé son public malgré plusieurs bandes de qualité et passe à 132 pages au no 19.

## Les séries
- Bang Bang Sam (Vicar) : no 14
- Capt'ain Vir-de-Bor (Michel-Paul Giroud) : no 14
- Département Zéro (Alberto Breccia) : nos 11 à 24
- Jeff Richard (A. Montanari, Claudio Nizzi et S. Marinelli) : nos 1 à 2
- Johnny Hazard : nos 2 à 24
- L’Agent 007,5 : no 1
- Le Cyclope (John Wagner, Scott Goodall et John Cooper) : nos 19 à 24
- Le Puzzler : nos 3 à 10
- Petite Plume : no 23
- Troy et Raven (John Saunders et Alden Spur Mc Williams) : nos 1 à 18